# R.B. Greaves
Ronald Bertram Aloysius Greaves III (Georgetown, 28 november 1943 - Granada Hills (Californië), 27 september 2012) was een Amerikaanse zanger.

## Jeugd
Greaves werd geboren in 1943 op een United States Army Air Forces-basis in Georgetown. Als neef van Sam Cooke, groeide hij op in een Seminole indianenreservaat in de Verenigde Staten, maar hij verhuisde naar het Verenigd Koninkrijk in 1963.

## Carrière
Greaves bouwde een carrière op in het Caribisch gebied en het Verenigd Koninkrijk, waar hij speelde onder de naam Sonny Childe met de band TNT. Zijn debuutopname Take a Letter Maria werd uitgebracht onder de naam R.B. Greaves en geproduceerd door president Ahmet Ertegün van Atlantic Records. De song bleef 15 weken in de Billboard Hot 100 en er werden meer dan 1 miljoen exemplaren van verkocht. De song werd hiervoor op 11 december 1969 onderscheiden met een Gouden Plaat van de RIAA. In 1970 werden meer dan 2,5 miljoen exemplaren verkocht. 
Greaves werd in Zuid-Californië en omstreken vaak begeleid door zijn langjarige gitarist/orkestleider Phillip John Diaz en toetsenist/songwriter Mike Baxter.
Greaves nam als vervolg een serie coverversies op, inclusief Burt Bacharachs en Hal Davids (Theres) Always Something There to Remind Me en A Whiter Shade of Pale van Procol Harum. Greaves verliet Atlantic Records tijdens de jaren 1970 ten gunste van Sunflower Records, daarna tekende hij bij Bareback Records. Zijn enige hitsong voor het laatstgenoemde label was Margie, Who's Watching the Baby.

## Overlijden
Greaves overleed op 27 september 2012 in Granada Hills op 68-jarige leeftijd aan de gevolgen van prostaatkanker.

## Discografie

### Singles
- 1969: Take a Letter, Maria
- 1970: (There's) Always Something There to Remind Me
- 1970: Fire & Rain
- 1970: Georgia Took Her Back
- 1970: Whiter Shade of Pale
- 1972: Margie, Who's Watching the Baby
- 1977: Who's Watching the Baby (Margie)

### Albums
- 1969: R.B. Greaves (Atco Records)
- 1977: R.B. Greaves (Bareback Records)

- Bibliothèque nationale de France: cb139832362 (data)
- MusicBrainz: c0b2fb00-4fe2-487f-a82b-239be67597e0
- Virtual International Authority File: 2665524